# Prestige Records
Prestige Records foi uma gravadora fundada em 1949 por Bob Weinstock (2 de outubro de 1928 - 14 de janeiro de 2006). O nome do selo era originalmente New Jazz, mas mudou para Prestige Records no ano seguinte. O rótulo do catálogo contém um número significativo de clássicos do jazz, incluindo obras de renomados Miles Davis, John Coltrane, Sonny Rollins, Thelonious Monk e muitos outros gigantes. Weinstock era conhecido no sentido de incentivar as performances autênticas e emocionantes quase sempre de uma único take. A Prestige Records, ao contrário da Blue Note Records, não pagava músicos por ensaios.